# Torrentz
Torrentz はフィンランドに拠点を置くBitTorrentのメタ検索エンジンであり、Flippyという人物によって運営されていた。2003年7月24日に設立された。主要なトレントサイトからトレントファイルをインデックス化し、通常のトレントファイルには含まれない複数のトラッカーの一覧を提供することで、トラッカーがダウンしている場合にも他のトラッカーが代替として機能するよう設計されていた。2012年には2番目に人気のあるトレントサイトであった。

## 使用法
Torrentzのユーザインタフェースはシンプルで、ユーザーメニューと検索パネルのみで構成されていた。ファイルを検索する際にユーザー登録は必要なかった。
ユーザーは、自動補完対応の検索フィールドにキーワードを入力し、UI上の検索ボタンを押すか、キーボードのエンターキーを押すことで検索を実行した。すると、一致するトレントファイルの一覧が表示され、そこから選択する形式であった。この一覧は、サイズ、期間（一日、三日、一週間、一ヶ月）、「安全性と品質」（「すべて」「良好」「検証済み」）でフィルタリングすることができた。「良好」フィルターはデフォルトで適用され、「検証済み」は著名なグループによってアップロードされたトレントに対して使用された。
検索結果からトレントを選択すると、指定されたトレントをホスティングしているウェブサイトの一覧が表示され、ユーザーはそれらを経由してファイルをダウンロードできた。Torrentzはメタ検索エンジンを使用していたため、コンテンツのダウンロードは他のトレントサイト（一般的には安全と見なされていたKickassTorrents）にリダイレクトされて行われた。

## 歴史
2008年11月、偽の書類を使った詐欺師がtorrentz.comドメインの乗っ取りを試みた。これに備えて、サイト管理者はtorrentz.euドメインを設定した。2010年12月18日以降、アメリカ当局による複数のトレントサイトのドメイン差し押さえを受け、torrentz.euがデフォルトのドメインとなった。
2013年にはパラマウント・ピクチャーズがDMCAに基づいて、Torrentzのホームページおよび2つのページを検索エンジンから削除するようGoogleに要求した。Torrentzはこの要求に対し、リンクが著作権ポリシーに違反していないと主張して異議を申し立てた。
2014年5月26日、Torrentzのドメイン名が裁判所の命令なしに停止された。この停止は警察知的財産犯罪ユニットの要請によるものであった。翌日、torrentz.euの停止は解除された。Torrentzは代替ドメイン（.me、.ch、.in）を持ち、.euドメインを別のレジストラに移管することを望んでいた。これらのドメインはすべて、スカイによってイギリス国内でブロックされている。同様にこのサイトは2012年にインドでも著作権侵害を理由に禁止されたが、これに対しアノニマスがハクティビズムを展開し、Torrentzや他のブロックされたサイトの解放を求めた。
2016年8月5日、Torrentzは運営者により閉鎖された。「Torrentz will always love you. Farewell.」というメッセージが表示され、13年以上の運営に幕を下ろした。

## クローン
2016年8月、Torrentzの閉鎖から数日後に非公式クローンTorrentz2.euが公開され、当初は6000万件のトレントをインデックス化していた。同月末には、もう一つの非公式クローンtorrentzeu.toが公開され、当初は3000万件のトレントをインデックス化していた。2020年6月末にはtorrentz2.euドメインが停止されたが、バックアップドメインtorrentz2.isは引き続き利用可能であった。2020年11月以降、torrentz2.isおよびそのミラーページは訪問者に「503エラー」を返すようになったが、.onionドメインは現在も機能している。